# Olympische Jugend-Sommerspiele 2018/Teilnehmer (Grenada)
| Gelbes Symbol für Goldmedaillen mit stilisierten Olympischen Ringen | Graues Symbol für Silbermedaillen mit stilisierten Olympischen Ringen | Braundes Symbol für Bronzemedaillen mit stilisierten Olympischen Ringen |
| ------------------------------------------------------------------- | --------------------------------------------------------------------- | ----------------------------------------------------------------------- |
| —                                                                   | —                                                                     | —                                                                       |

Die Jugend-Olympiamannschaft aus Grenada für die III. Olympischen Jugend-Sommerspiele vom 6. bis 18. Oktober 2018 in Buenos Aires (Argentinien) bestand aus vier Athleten.

## Athleten nach Sportarten

### Leichtathletik
| Mädchen - Kelsie Murrel-Ross Kugelstoßen: 5. Platz | Jungen - Jared Sylvester 400 m: DNF |

### Schwimmen
Jungen
- Delron Felix
50 m Freistil: 37. Platz
100 m Freistil: 37. Platz

### Triathlon
Mädchen
- Enya Noël
Einzel: 29. Platz
Mixed: 12. Platz (im Team Amerika 4)